# Felicjan Szopski
Felicjan Szopski (ur. 5 czerwca 1865 w Krzeszowicach, zm. 28 września 1939 w Warszawie) – polski kompozytor, pianista, pedagog i krytyk muzyczny.

## Życiorys
Urodził się w rodzinie Ludwika Samuela (zm. 1888) i Wiktorii z Karnkowskich (1824–1912). 
Muzyki uczył się u Władysława Żeleńskiego w Krakowie (autor monografii o nim, wyd. 1928), Zygmunta Noskowskiego w Warszawie, Heinricha Urbana w Berlinie i Hugo Riemanna w Lipsku. Profesor wyższych uczelni muzycznych w Warszawie i Krakowie (wśród uczniów m.in. Kazimierz Sikorski, Bolesław Woytowicz). 
Autor utworów fortepianowych (Bagatelles), pieśni na głos i fortepian, utworów chóralnych (m.in. popularnego hasła Krakowskiego Chóru Akademickiego Uniwersytetu Jagiellońskiego - Leć, pieśni, w dal), Preludium Symfonicznego, trzyaktowej opery Lilie (libretto wspólnie z Henrykiem Zbierzchowskim na kanwie ballad Adama Mickiewicza, wystawionej w Warszawie w 1916), opery Eros i Psyche według dramatu Jerzego Żuławskiego (1915, partytura zaginęła) i opracowań pieśni ludowych z ziemi krakowskiej. 
Pracownik administracji państwowej (1918–1929), kierownik Wydziału Muzyki w Ministerstwie Sztuki i Kultury w 1919, kierownik działu estetycznego w „Kwartalniku Muzycznym”, w 1925 naczelnik wydziału w Ministerstwie Wyznań Religijnych i Oświecenia Publicznego. W 1934 otrzymał nagrodę muzyczną m. st. Warszawy. 
Zmarł na atak serca w dniu kapitulacji Warszawy 28 września 1939. Jest pochowany na cmentarzu reformowanym przy ul. Żytniej w Warszawie (kwatera W-2-12).

## Ordery i odznaczenia
- Krzyż Oficerski Orderu Odrodzenia Polski (7 listopada 1925)[5]